# Lincolnville (Maine)
Pour les articles homonymes, voir Lincolnville.
Lincolnville est une ville du comté de Waldo, situé dans le Maine, aux États-Unis. 
Lors du recensement de 2010, sa population s’élevait à 2 164 habitants. Lincolnville est le terminal continental pour le service de ferry de l’État vers l'île de Islesboro. D’abord établie en 1774, la ville a été incorporée en 1802 et a été nommé d’après Benjamin Lincoln, un général de la guerre d’indépendance.
La ville est située sur la rive ouest de la baie de Penobscot.

## Source
- (en) Cet article est partiellement ou en totalité issu de l’article de Wikipédia en anglais intitulé « Lincolnville, Maine » (voir la liste des auteurs).